# Diiodmethyl-p-tolylsulfon
Diiodmethyl-p-tolylsulfon ist eine chemische Verbindung aus der Gruppe der Sulfone. 

## Verwendung und Wirksamkeit
Diiodmethyl-p-tolylsulfon wird als Breitband-Mikrobizid und Anstrichfungizid verwendet. Die Minimale Hemm-Konzentration (MIC) ist gegenüber Pilzen deutlich geringer als gegenüber Bakterien.
| Pilz                    | MIC / ppm | Bakterium              | MIC / ppm |
| ----------------------- | --------- | ---------------------- | --------- |
| Aspergillus fumigatus   | 0,5       | Bacillus subtilis      | 10        |
| Stachybotrys chartarum  | 0,5       | Staphylococcus aureus  | 6         |
| Alternaria spp.         | 0,4       | Streptococcus faecalis | 50        |
| Aspergillus niger       | 0,4       | Klebsiella aerogenes   | >1000     |
| Aspergillus oryzae      | 1,6       | Proteus vulgaris       | >1000     |
| Aspergillus versicolor  | 0,8       | Pseudomonas aeruginosa | >1000     |
| Aureobasidium pullulans | 0,4       | Salmonella Typhimurium | 100       |
| Chaetomium globosum     | 0,2       |                        |           |
| Fusarium oxysporum      | 6,2       |                        |           |
| Myrothecium verrucaria  | 0,8       |                        |           |
| Penicillium citrinum    | 0,8       |                        |           |
| Penicillium chrysogenum | 1,0       |                        |           |